# Labubu
Labubu je naziv plišane igračke koju je dizajnirao hongkonški dizajner Kasing Lung i koju prodaje kineska tvrtka Pop Mart.

## Dizajn
Labubu je izgledom minijaturna lutka koja dolazi u različitim bojama. Opisana je kao čudovišno vilinsko biće sa zečjim ušima i devet naoštrenih zubiju. Kasing Lung je dizajn lutke stvorio 2015. godine u sklopu serije fiktivnih likova "The Monsters" ("Čudovišta"), koji su inspirirani nordijskom mitologijom.

## Popularnost
Labubu lutke su se početkom 2025. godine u svijetu popularizirale kao modni dodatak, a popularnosti su, prema brojnim medijima, doprinijele poznate osobe poput Rihanne, Dua Lipe, Kim Kardashian i Lise (članice sastava Blackpink), koje su u javnosti viđene s lutkom. Igračka je stekla iznimnu pozornost na društvenim mrežama zbog čega je opisana kao »globalna senzacija u svijetu mode.« Neki psiholozi popularnost pripisuju »emocionalnoj klimi u kojoj odrasta Generacija Z,« navodeći da lutka vlasnicima pruža radost i način da kroz njenu estetiku izraze svoje emocije, osobnost i pripadnost.
Lutke su na internetu izazvale i negativne reakcije i dovele do raznih teorija zavjera o navodnom demonskom porijeklu njihovog dizajna. Prodaja lutaka je od srpnja 2025. zabranjena u Iraku zbog navodnih negativnih učinaka na dječje ponašanje, čime je poduzeta prva službena mjera protiv tog globalno popularnog kolekcionarskog predmeta.

## Prodaja
Labubu se obično prodaju u tzv. "blind box" kutijama, što znači da kupac na temelju pakiranja ne zna koju će lutku dobiti. Igračke su u prodaji od 2019. godine, a prodaje ih kineska tvrtka Pop Mart sa sjedištem u Pekingu. BBC je u srpnju 2025. godine izvijestio da Pop Mart u prvih šest mjeseci 2025. godine, zahvaljujući popularnosti igračke, očekuje porast profita od najmanje 350%. Prema izvještaju časopisa Forbes, osnivač Pop Marta Wang Ning je početkom 2025. postao deseti najbogatiji čovjek u Kini, što se uvelike pripisuje profitu ostvarenom od prodaje labubu.